# Jaroslav Suk
Jaroslav Suk (* 27. prosince 1948) je český lingvista a autor slangových slovníků. Zabývá se jazykovými překlady.

## Život
Narodil se 27. prosince 1948 v Lounech. Ve 12 letech odjel spolu s rodiči a dopisovateli ČTK do Moskvy. Zde ukončil základní a střední školu a jeden rok novinářské fakulty. Působil pak v Praze jako studentský aktivista ve stávkových výborech a člen podzemního Hnutí revoluční mládeže. Po okupaci vojsk Varšavské smlouvy v roce 1968 byl 2 roky vězněn. Následně se účastnil opozičních aktivit, mj. se svou ženou Dagmar vydával samizdat v nakladatelství Krtek a Datel. Suk byl mezi prvními signatáři Charty 77 a mezi zakládajícími členy Výboru na obranu nespravedlivě stíhaných. Byl donucen k emigraci kvůli akci StB jménem „Asanace“. Pobytu v zahraničí využil k podpoře opozičních aktivit v Československu, SSSR i jinde. V exilu ve Švédsku mohl také dostudovat a učil na různých stupních od školky po univerzitu.

## Dílo
- Několik slangových slovníků (1993)
- Kdo mě okradl o mého bratra? O nás, co jsme opustili Československo. Knížka lidového čtení (2014)
- Zapomenutá slova (2017)